# Yves Calvi
Pour les articles homonymes, voir Krettly et Calvi (homonymie).
Yves Calvi, pseudonyme d'Yves Krettly, né le 30 août 1959 à Boulogne-Billancourt (Seine), est un animateur de radio et de télévision franco-suisse.
Animateur sur plusieurs stations de radio, dont Europe 1 pendant neuf ans, il est surtout connu pour avoir présenté l'émission de débat C dans l'air sur France 5 de 2001 à 2016, et l'émission politique Mots croisés de 2005 à 2014 sur France 2. Il a également animé différentes émissions à caractère exceptionnel sur la même chaîne. Entre 2021, et 2024 il anime une émission de débat et de décryptage Calvi 3D (anciennement 19h Ruth Elkrief) sur BFMTV.
À la radio, après un passage de trois ans à France Inter, il arrive en 2010 sur RTL, où on lui confie de 2014 à 2024 l'animation de la matinale de la station en semaine avec Amandine Bégot entre 2022 et 2024. Lors de la saison 2024/25, il présente RTL Soir de 18h à 20h avec Agnès Bonfillon qui comporte la tranche On refait le monde de 19h15 à 20h.

## Biographie

### Formation
Il fait ses études secondaires au lycée de Saint-Cloud. Il y fait notamment la connaissance d'Éric Naulleau. Il étudie le droit à l'université de Nanterre puis poursuit avec une double-licence en info-communication et lettres modernes. Il effectue son service militaire au sein du service de presse de l'hôtel de Matignon. Étudiant à l'Institut d'études politiques de Paris (Sciences Po), il n'obtient cependant pas son diplôme.

### Carrière professionnelle

#### Radio
Il entre à Radio France internationale (RFI) en 1986 pour présenter la période 6 - 9 h, avant de rejoindre France Info un an plus tard pour animer la matinale. À RFI, on lui avait fait remarquer que son nom était difficilement prononçable à l'antenne, et à son arrivée à France Info, sur proposition de la voix féminine enregistrant les jingles, qui lui avait fait dire que le nom de Krettly « n'accrochait pas », il prend le pseudonyme de son père, Calvi.
Proche de Jérôme Bellay, l'un des créateurs de France Info, il l'a suivi dans son parcours professionnel. Il le rejoint en 1994 sur RMC lorsque ce dernier est chargé de redresser la station.
En 1996, Yves Calvi suit à nouveau son ami Jérôme Bellay et devient une voix familière des auditeurs d'Europe 1. Il y présente pendant sept saisons, jusqu'à l'été 2003, l'émission de découvertes Forum de 9 h à 10 h 30 du lundi au vendredi, case ensuite reprise par Jacques Pradel. À la rentrée 2003, il présente pendant deux saisons Europe Midi, la tranche d’information de la mi-journée en semaine, de 12 h à 13 h. En septembre 2005, il quitte Europe 1 pour se consacrer à ses émissions de télévision.
En septembre 2007, il retrouve la radio en entrant à France Inter pour présenter l'émission Nonobstant du lundi au jeudi de 17 h 5 à 17 h 50. Cet entretien avec une personnalité culturelle ou politique est enregistré pour permettre au journaliste de continuer d'animer en direct C dans l'air sur France 5.
Après avoir refusé une première proposition de la station en 2008[réf. nécessaire], il rejoint la matinale de RTL en août 2010 pour animer L'homme du jour, rebaptisé Le choix d'Yves Calvi, une interview quotidienne d'une personnalité clé du jour. Depuis la rentrée de septembre 2014, il assure la présentation en semaine de RTL Matin, la matinale de la station (7h - 9h30). Entre septembre 2022 et juillet 2024 il est rejoint à la présentation par Amandine Bégot. La même année la matinale est réduite de 30 min (7h-9h). De septembre 2024 à juillet 2025, il coprésente la tranche 18h/20h avec Agnès Bonfillon sur RTL.
Il quitte RTL le 4 juillet 2025 après 15 ans passés sur la station, quelques semaines plus tôt, on apprend qu'il était remplacé par Anne-Sophie Lapix sur la tranche 18h/20h à la rentrée 2025.

#### Télévision
De 1990 à 1992, Yves Calvi connaît sa première expérience télévisuelle en étant présentateur sur la nouvelle chaîne locale lyonnaise Télé Lyon Métropole, dont Jérôme Bellay est le directeur,. Il passe également de 1994 à 1996 par LCI, la nouvelle chaine d'information en continu du groupe TF1, que Jérôme Bellay a cofondée,.
En 2000, il arrive sur La Cinquième pour présenter l'émission d'actualité hebdomadaire Expertise. À partir du 17 septembre 2001, il anime C dans l'air, une émission de débat d'actualités diffusée quotidiennement en fin d'après-midi sur la chaîne France 5.
À partir de mai 2005, Yves Calvi anime La Planète des autres, un magazine mensuel abordant de manière pédagogique des thématiques écologiques, diffusé sur France 5. En septembre 2005, après avoir quitté Europe 1, il reprend l'émission politique bimensuelle de deuxième partie de soirée Mots croisés sur la chaîne France 2, succédant à Arlette Chabot, la nouvelle directrice de l'information de la chaîne qui lance un magazine politique mensuel, À vous de juger, en première partie de soirée. Il coprésente également l'émission Le grand tournoi de l'histoire avec Vanessa Dolmen le 27 décembre 2006 et le 20 février 2007 en première partie de soirée sur France 3,,. En 2014, il arrête celle de Mots croisés, repris par Anne-Sophie Lapix.
Apprécié du public pour son ton franc et sans concession, Yves Calvi participe à des émissions à caractère exceptionnel. Il interroge ainsi à plusieurs reprises les présidents de la République française : Nicolas Sarkozy au cours d'une émission animée par Patrick Poivre d'Arvor et David Pujadas le 21 avril 2008 et le 27 octobre 2011 en compagnie de Jean-Pierre Pernaut, puis, le 6 novembre 2014, il interviewe François Hollande avec Gilles Bouleau. En juin 2009, lors de la journée mondiale de l'environnement, il présente sur France 2 la diffusion de Home, documentaire réalisé par Yann Arthus-Bertrand, puis anime un débat en deuxième partie de soirée « Comment sauver la planète ? ». En janvier 2010, il coanime avec d'autres animateurs du groupe France Télévisions la soirée « Pour Haïti » dédiée à l'aide aux victimes du tremblement de terre d'Haïti de 2010 et diffusée notamment sur France 2 et France Inter.
Il présente son dernier C dans l'air le 23 juin 2016 et quitte France 5 pour rejoindre LCI où il anime 24 heures en questions, une quotidienne de deux heures à partir du 29 août 2016. Il réunit environ 300 000 téléspectateurs chaque soir.
En mai 2017, Yves Calvi annonce qu'il quitte LCI à la fin de la saison et rejoint Canal+ en septembre 2017 pour animer une émission d'actualités du lundi au jeudi en access prime-time (19h-21h), L'Info du vrai. De septembre 2021 à juillet 2024, il anime son émission Calvi 3D du lundi au jeudi de 18 h 50 à 20 h sur BFMTV, à partir de septembre 2022, il gagne 30 min supplémentaire, ce qui le conduit jusqu'à 20 h 30. Son émission n'est pas renouvelée à la rentrée 2024.

## Généalogie
Yves Krettly est le fils de Grégoire Élie Krettly, compositeur et chef d'orchestre, auteur de nombreuses musiques de films, connu sous le pseudonyme de Gérard Calvi ; sa mère est la chanteuse et comédienne Yvette Dolvia,.
Le parrain du violoniste et compositeur Rodolphe Kreutzer (Versailles, 1766 - Genève, 1831) avait pour nom Rodolphe Krettly. Il compte parmi les ancêtres directs d'Yves Calvi. Rodolphe Krettly était musicien au régiment des Gardes Suisses de Louis XV, comme le père du futur violoniste. Ce dernier fut le dédicataire d'une sonate de Beethoven (la célèbre Sonate à Kreutzer). Le parrain de l'enfant devint le père du trompette-major de la garde napoléonienne Élie Krettly (1775-1840), présenté par Yves Calvi dans les Souvenirs historiques du capitaine Élie Krettly. Dans sa « Présentation » de l'ouvrage le journaliste affirme clairement en être un descendant.

## Polémiques
- En 2019, l'émission Arrêt sur Images élabore un montage de plusieurs morceaux de l'émission L'info du vrai reprenant de multiples « sorties au vitriol » à l'encontre du mouvement des Gilets jaunes, parmi lesquelles « le mouvement des gilets jaunes ne serait-il pas une escroquerie intellectuelle ? », un mouvement « où l'on coche vraiment toutes les cases : l'homophobie, le racisme, l'antisémitisme, le rejet de l'autre » ou « Il peut y avoir des mains cachées qui orientent » le mouvement[42],[43]. D'après l'hebdomadaire Marianne, « l’animateur fait montre de sa capacité à disrupter la notion de maintien de l’ordre en suggérant des solutions peu usitées en démocratie : "Si, en effet, les périmètres sont franchis, on doit procéder à des arrestations. Et à un moment, l’acte de police, et des policiers, il consiste à mettre des gens… La seule solution… c’est dans un stade, avec tout ce que cela provoque sur la plan [sic] imaginaire et historique. Après, on pourrait dire qu’aujourd’hui, ils sont prévenus."[44] »

- Le 4 avril 2020, une phrase d'Yves Calvi, prononcée le 12 mars dans son émission L'info du vrai, suscite la polémique pendant la pandémie liée au Covid-19. L'extrait largement partagé sur les réseaux sociaux montre le journaliste disant : « J’vais choquer tout le monde en disant ça mais la pleurniche permanente hospitalière fait qu’on est en permanence au chevet de notre hôpital ». Les critiques envers cette phrase en dénoncent la violence et viennent la mettre en perspective avec les différents appels des soignants qui réclament des moyens supplémentaires et parlent d'un manque de lits, de personnel et de matériel pour gérer la crise sanitaire. Le Collectif inter-hôpitaux appelle notamment au boycott de l'émission de l'animateur[45],[46],[47].

## Résumé de carrière dans les médias

### Parcours en radio
- 1986-1987 : présentateur de la tranche 6h-9h sur RFI
- 1987-1994 : animateur de la matinale de France Info
- 1990-1992 : première expérience télévisuelle en étant présentateur sur la nouvelle chaîne locale lyonnaise Télé Lyon Métropole, dont Jérôme Bellay est le directeur[18], [19]
- 1996-2003 : présentateur de l'émission quotidienne Forum sur Europe 1
- 2003-2005 : présentateur d'Europe Midi sur Europe 1
- 2007-2010 : présentateur de l'émission d'entretien quotidienne Nonobstant sur France Inter
- 2010-2014 : interviewer quotidien lors de la chronique L'Homme du jour puis Le choix d'Yves Calvi pour la matinale de RTL
- 2014-2024 : animateur de RTL Matin sur RTL[48]
- 2024-2025 : animateur de RTL Soir et On refait le monde (18h/20h) [15]

### Animateur de télévision
- 2000-2001 : Expertise (La Cinquième)
- 2001-2016 : C dans l'air (La Cinquième, France 5)
- 2005 : La Planète des autres (France 5)
- 2005-2014 : Mots croisés (France 2)
- 2006-2007 : Le Grand Tournoi de l'histoire (France 3)
- 2016-2017 : 24 heures en questions (LCI)
- 2017-2021 : L'Info du vrai (Canal+)
- 2021-2024 : Calvi 3D (BFMTV)
- Depuis 2025 : 24H Week-End (LCI).

## Publication
- Yves Calvi et Gilbert Bodinier, Souvenirs historiques du capitaine Krettly, Paris, Nouveau Monde éditions, coll. « La Bibliothèque Napoléon », 2003 (1re éd. 1839), 284 p. (ISBN 978-2-84736-021-9 et 2-84736-021-2) Cette réédition d'une biographie romancée d'un des aïeux du journaliste parue en 1839 est présentée par Yves Calvi et annotée par Gilbert Bodinier.

## Distinctions
En 2006, Yves Calvi s'est vu récompensé d'un « Laurier Débat » remis par le Club audiovisuel de Paris lors d'une cérémonie au Sénat, pour ses émissions C dans l'air et Mots croisés. Les organisateurs soulignent « son souci assidu de concret, de clarté pour tous les publics » et « sa capacité, devenue rare à la télévision, à servir les propos d'autrui plutôt qu'à se servir d'eux ».
En 2006, il reçoit le prix Roland-Dorgelès décerné par l’Association des écrivains combattants.
En 2012, il est le lauréat du prix Richelieu, décerné chaque année par l'association Défense de la langue française, « pour sa maîtrise de la langue française ».